# ケプラー76b
ケプラー76b (Kepler-76b) とは、地球から見てはくちょう座の方向に約2000光年離れた位置にある恒星ケプラー76を公転する太陽系外惑星である。ビール・アルゴリズム (BEER analysis) で発見された初めての太陽系外惑星である。

## 発見
ケプラー76bは、2013年にテルアビブ大学の Simchon Faigler らの研究チームによって発見された太陽系外惑星である。彼らはNASAのケプラー宇宙望遠鏡が観測したデータから、10年前に提案された手法であるビール・アルゴリズムを用いて、はくちょう座にある約13等級の恒星のデータからケプラー69bを発見した。ビール･アルゴリズムは、以下の3つの効果の頭文字である。
- Beaming effect together：相対論的ビーミング効果。恒星が惑星の重力で揺さぶられるため、観測者に対して恒星が近づくと明るくなり、遠ざかると暗くなるため、放射が恒星の移動方向に集中する現象。
- Ellipsoidal：恒星が惑星の重力でわずかに楕円体になる事。観測者から見ると、恒星の自転によって見かけの表面積が変化するため、明るさも変化する。
- Reflection/emission modulations：惑星が恒星の光を反射する事。惑星の公転によって明るさが変化する。

これらの効果による恒星の同時に起こる明るさの変化を計測することで惑星を発見する。この方法は、地球よりずっと質量の大きい惑星にしか適用できないという弱点がある。しかし、ドップラー分光法とは異なり、高精度のスペクトルを必要としない。また、ケプラー宇宙望遠鏡が行っているトランジット法は、地球から見て惑星が恒星面を通過するという、有用だが稀な現象が必要ではない。このため、ドップラー分光法とトランジット法という、太陽系外惑星の主な発見手法であるこの2手法で発見できなかった太陽系外惑星を発見できる可能性があり、ケプラー76bはその最初の例となった。

## 性質
| 木星 | ケプラー76b |
| ---- | ----------- |
| 木星 | Exoplanet   |

ケプラー76bは、その発見方法から公転周期が正確に求まっている。公転周期は正確に1日13時間4分41.8秒である。また、ケプラー76bの直径は木星の1.25倍である17万9000km、質量は木星の2.00倍であると求まる。ケプラー76からわずか420万km (0.028AU) という、水星の10分の1以下の軌道を公転しているため、表面温度は1676℃ (1949K) という超高温に熱せられていると推定されている、いわゆるホット・ジュピターである。これらの性質は全て、ビール・アルゴリズムにおける3つの効果によるケプラー76の明るさの変化を計測することで求まったものである。